# 959年
| 千纪： | 1千纪 |
| 世纪： | 9世纪 \| 10世纪 \| 11世纪 |
| 年代： | 920年代 \| 930年代 \| 940年代 \| 950年代 \| 960年代 \| 970年代 \| 980年代                                                                                              |
| 年份： | 954年 \| 955年 \| 956年 \| 957年 \| 958年 \| 959年 \| 960年 \| 961年 \| 962年 \| 963年 \| 964年                                                                        |
| 纪年： | 己未年（羊年）；于阗同慶四十八年；辽應曆九年；南汉大寶二年；后蜀广政二十二年；南唐交泰二年；北汉天会三年；后周（吴越、荆南、南唐）显德六年；大理廣德七年；日本天德三年 |

## 大事记
- 北宋司馬光的《資治通鑒》记载的历史到這一年結束
- 後周恭帝柴宗訓（7歲）繼位。
- 洛泰爾王國被奥托一世分割成上洛泰爾（今洛林）與下洛泰爾（今低地国家大部）。

## 出生
- 趙德芳，宋太祖之子。

## 逝世
- 7月27日——後周世宗柴榮。
- 11月9日——君士坦丁七世，拜占庭帝國皇帝。